# Chamechaude
Der Chamechaude ist mit 2082 m der höchste Berg des Chartreuse-Massivs, einem voralpinen Gebirge in den nördlichen Französischen Kalkalpen. Er liegt ca. 12 Kilometer nordnordöstlich von Grenoble in der Region Auvergne-Rhône-Alpes. Mit einer Schartenhöhe von 1771 Metern (Bezugsscharte nordöstl. Léché (311 m)) zählt er zu den prominenteren Bergen der Alpen.

## Besteigung
Der leichte Normalweg auf den Gipfel beginnt am Col de Porte. Mehrere Kletterrouten führen durch die Ostwand.